# Acanthodesmos
Acanthodesmos je biljni rod Glavočika jezičnjača iz tribusa Vernonieae. 

## Vrste
U rod su klasificirane dvije vrste:
- A. distichus s Jamajke[2] i
- A. gibarensis iz Kube[3] koja je opisana 2013 godine.